# Камалгандж (упазіла)
Камалга́ндж (бенг. কমলগঞ্জ, англ. Kamalganj) — одна з 6 упазіл зіли Маулвібазар регіону Сілхет Бангладеш, розташована на півдні зіли.
Населення — 229 648 осіб(2008; 191 672 в 1991).

## Адміністративний поділ
До складу упазіли входять 9 вардів:
| Зіла                   | Площа, км² | Населення, осіб (2008) |
| ---------------------- | ---------- | ---------------------- |
| Адампур                | -          | 24791                  |
| Алінагар               | -          | 26520                  |
| Іслампур               | -          | 25455                  |
| Камалгандж             | -          | 32071                  |
| * Камалгандж-Паурашава | -          | 14066                  |
| Мадхабпур              | -          | 26531                  |
| Мунші-Базар            | -          | 14391                  |
| Патанушар              | -          | 20248                  |
| Рахімпур               | -          | 30914                  |
| Шамшернагар            | -          | 28727                  |